# Barytarbes illuminator
Barytarbes illuminator là một loài tò vò trong họ Ichneumonidae.